# Outpro TV
Outpro TV war ein Privatsender mit Sitz in Kempten (Allgäu), der am 16. Dezember 2007 auf Sendung ging. Nach nur gut drei Monaten wurde das Programm eingestellt. Es handelte sich um einen deutschsprachigen Spartenkanal für Outdoor-Sportler und Alpin-Begeisterte. Der regionale Schwerpunkt lag im Allgäu, in Oberbayern und in den angrenzenden Alpenregionen Vorarlberg, Graubünden, Tirol und Salzburger Land. Tragende Säule des Programms war das „Wetter-Center“. Zu jeder vollen und halben Stunde informierten die auf das Bergwetter spezialisierten Meteorologen die Outdoor-Community über das zu erwartende Wetter in den einzelnen Regionen.

## Weitere Informationen
Der Senderclaim lautete: Outpro TV – draußen ist mehr drin.
Aufgrund finanzieller Schwierigkeiten wurden seit dem 26. März 2008 keine Sendungen mehr produziert. 45 der 60 Mitarbeiter wurden entlassen Geschäftsführer des alpinen Fernsehkanals war Peter Rampp, welcher zugleich auch im Vorstand des Deutschen Anleger Fernsehens, DAF, sitzt und auch dort das börsenorientierte Spartenprogramm leitet.

## Sendezeiten
Outpro TV sendete täglich morgens von 5 bis 9 Uhr und abends von 18 bis 24 Uhr.
Insgesamt arbeiteten 60 Redakteure, Reporter, Kameraleute und Moderatoren für den über Satellit frei empfangbaren Sender. Alle Redaktionsmitglieder waren aktive Outdoorsportler, die über mehrjährige TV- und Medienerfahrung verfügen.

## Empfang
Das Programm wurde über den Satelliten Astra 19,2 Grad Ost (12.480 GHz, Vertikale Polarisation, Transponder 104) ausgestrahlt und war frei empfangbar. Im Kabel zu sehen war OUTPRO-TV in Baden-Württemberg, in der Schweiz sowie in den Netzen von München und Hamburg. Die Einspeisung des Senders in weitere deutsche Kabelnetze wurde bereits verhandelt. Den Sendeplatz teilte sich OUTPRO TV mit dem Deutschen Anleger Fernsehen. Heute sendet nur noch das Deutsche Anleger Fernsehen auf der Astra Frequenz.